# Хейдт, Луис Джин
Луис Джин Хейдт (англ. Louis Jean Heydt; 17 апреля 1905 — 29 января 1960) — американский характерный актёр, работавший в кино, театре и на телевидении в 1930—1950-х годах.
За свою карьеру Хейдт сыграл более 100 ролей в кино. Более всего он известен по роли шантажиста Джо Броуди в фильме нуар «Большой сон» (1946). Кроме того, он сыграл в таких значимых фильмах, как «Уступи место завтрашнему дню» (1937), «Каждое утро я умираю» (1939), «Они сделали меня преступником» (1939), «Великий Макгинти» (1940), «Чудо в бухте Моргана» (1943), «Тридцать секунд над Токио» (1944), «Они были незаменимыми» (1945), «Каждому своё» (1946) и «Фурии» (1950).

## Первые годы жизни и театральная карьера
Луис Джин Хейдт родился 17 апреля 1905 года (по некоторым сведениям — 1903 года) в Монтклэре, штат Нью-Джерси, в семье ювелира немецкого происхождения.
Хейдт учился в частной школе в Вустере, Массачусетс, затем поступил в престижный Дартмутский колледж, где изучал журналистику. После завершения учёбы Хейдт некоторое время работал репортёром в газете New York World, а затем обратился к актёрской карьере. В 1927 году друг пригласил его на репетицию бродвейского спектакля «Суд над Мэри Дуган». Продюсерам спектакля требовался актёр на роль репортёра, и они предложили попробоваться Хейдту. Пробы прошли успешно, и вскоре актёр стал играть в этой постановке, что положило начало его почти десятилетней бродвейской карьере.
В 1927—1936 годах Хейдт сыграл на Бродвее в 10 спектаклях, среди них очень успешная судебная мелодрама «Суд над Мэри Дуган» (1927-28), которая выдержала 437 представлений, и не менее успешная комедия «Совершенно бесчестный» (1929-31, 557 представлений). За ними последовали музыкальная комедия «Никки» (1931), мелодрама «Когда ломается ветка» (1932), мелодрама «Новоселье» (1932), мелодрама «До утра» (1933), фантазия «Гром слева» (1933), комедия «Все права защищены» (1934), мелодрама «Яркая звезда» (1935) и комедия «До медового месяца» (1936, 253 представления).
На удачное исполнение Хейдтом одной из главных ролей в спектакле «Совершенно бесчестный» обратил внимание автор пьесы, драматург Престон Стёрджес, который перебравшись в Голливуд несколько лет спустя, пригласил актёра на роли в нескольких своих фильмах.
После почти десятилетней паузы Хейдт вернулся на Бродвей, сыграв в двух комедиях — «Ситцевая свадьба» (1945) и весьма успешной «С днём рожденья» (1946-48), которая выдержала 563 представления.

## Карьера в кино в 1937—1959 годах
С 1937 года Хейдт стал регулярно сниматься в кино, где одной из первых его заметных работ стала роль врача в мелодраме «Уступи место завтрашнему дню» (1937). В 1939 году он на мгновение появился в знаменитом фильме «Унесённые ветром» (1939) в роли голодного солдата разгромленной армии конфедератов. В этой сцене его «трудно узнать из-за выкрашенных в рыжий цвет волос и накладной деревенской бороды». В том же году Хейдт сыграл в двух криминальных мелодрамах Warner Bros, заставив обратить на себя внимание. В тюремной мелодраме «Каждое утро я умираю» (1939) Хейдт сыграл больного заключённого, над которым издевается надсмотрщик, в результате чего тот теряет сознание и вскоре умирает в тюремном госпитале. Современный киновед Джей С. Стейнберг отметил хорошую игру многих актёров второго плана в этом фильме, в том числе и Хейдта. Анализируя криминальную мелодраму «Они сделали меня преступником» (1939), историк кино Брюс Эдер обратил внимание «на симпатичную игру Хейдта в роли будущего боксёра, который жаждет денег ещё больше, чем Гарфилд».
Как пишет историк кино Хэл Эриксон, удачное исполнение Хейдтом «главной роли в хитовом бродвейском спектакле „Совершенно бесчестный“ по пьесе Престона Стёрджеса, положило начало их многолетнему киносотрудничеству». В качестве голливудского режиссёра Стёрджес снял актёра в трёх своих фильмах — «Великий Макгинти» (1940), «Чудо в бухте Моргана» (1943) и «Великий момент» (1944). По словам историка кино Чака Стивенса, «Хейдт был великолепен в качестве проворовавшегося банковского клерка Томми Томпсона в сатирической комедии „Великий Магинти“ (1940), идеально сыграв свою маленькую роль».
Среди многих других киноработ Хейдта Эриксон выделяет роли наставника Грэма в исторической драме «Линкольн в Иллинойсе» (1940) по пьесе Роберта Шервуда, подавленного врача в драме «Квартал Тортилья-Флэт» (1941) по Джону Сейнбеку, начальника эскадрона в исторической военной ленте «История отряда Карлсона Мэкина» (1943), лейтенанта ВМС Генри Миллера в военной драме «Тридцать секунд над Токио» (1944) и солдата в военной драме Джона Форда «Они были незаменимыми» (1945). По словам Стивенса, Хейдт был особенно хорош в хоррор-комедии «Зомби на Бродвее» (1945), «выдав немного лёгкой болтовни, немного сарказма, и хотя у него не особенно много работы, он никогда не переигрывает и всё делает вовремя».

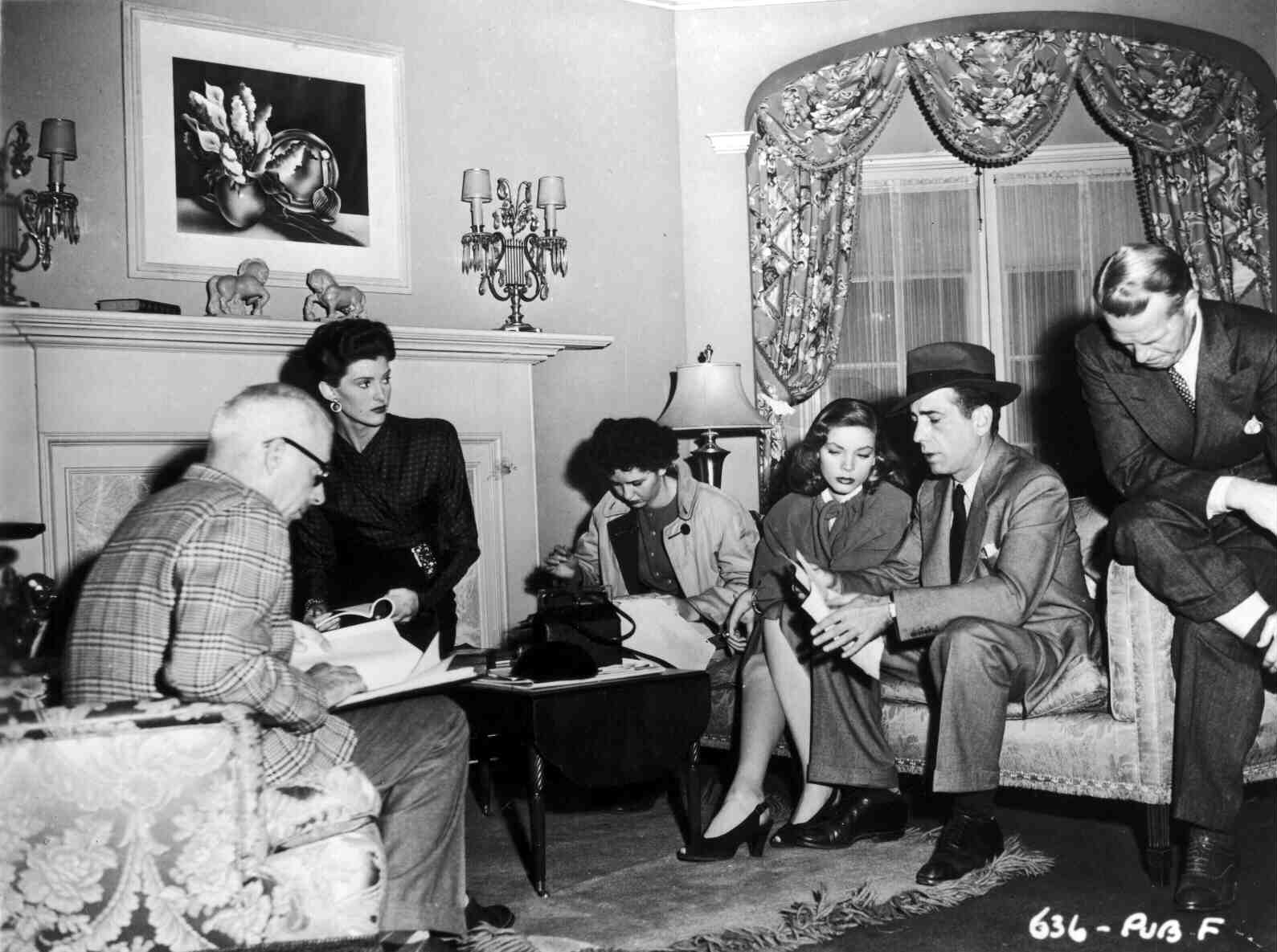
Луис Джин Хейдт (крайний справа) на съёмках фильма «Большой сон» (1946)

По мнению Стивенса, «свою самую известную роль Хейдт сыграл в фильме нуар Говарда Хоукса „Большой сон“ (1946)». Как пишет Стивенс, «он появляется в середине фильма в роли негодяя, хотя и не особенно агрессивного», который шантажирует героиню Лорен Бэколл фотографиями её сестры, а перед этим точно также пытался шантажировать и её отца. В двухминутной сцене он сходится с Хамфри Богартом, отвечая на ухмылку Богарта своей кривой улыбкой, после чего неожиданно получает несколько пуль из приоткрывшейся двери.
В 1951 году в фильме нуар «Препятствие» (1951) Хейдт сыграл важную роль страхового следователя, который разоблачает своего бывшего друга и коллегу, который ради к любви к женщине пошёл на крупное ограбление. Игра Хейдта в этой картине обратила на себя внимание современных киноведов. Так, Майкл Кини отметил «крепкого характерного актёра Луиса Джина Хейдта, который исполнил множество малых ролей в фильмах нуар» , а Джефф Стаффорд написал, что Хейдт «производит впечатление в роли следователя, который почти сразу чувствует, что не всё в порядке у его партнёра».

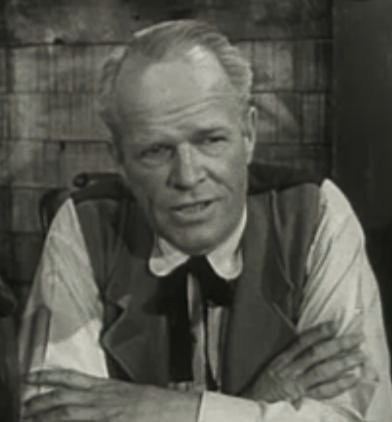
Луис Джин Хейдт в фильме «Всадники Старой Калифорнии» (1957)

В 1950-е годы Хейдт сыграл небольшие роли в таких популярных картинах, как мелодрама «Оплачено сполна» (1950), вестерн «Фурии» (1950), научно-фантастическая картина «День, когда Земля остановилась» (1951), музыкальная мелодрама «Звезда родилась» (1954), вестерн «Самое быстрое оружие» (1956) и военная биографическая лента «Крылья орлов» (1957).

## Карьера на телевидении
Начиная с 1952 года, Хейдт работал преимущественно на телевидении. Вездесущий телеактёр, Хейдт появился во множестве телесериалов и антологий, среди них «Приключения Супермена» (1953), «Порт» (1954), «Кульминация» (1955), «Шайенн» (1956), «Шугарфут» (1957), «Караван повозок» (1958-60), «Маверик» (1959), «Сыромятная плеть» (1960), «Театр Зейна Грэя» (1960) и «Истории Уэллс-Фарго» (1960). Он также играл практически постоянную роль в одиннадцати эпизодах приключенческого еженедельного сериала «Всадники Макензи» (1958-59).

## Актёрское амплуа и анализ творчества
Высокий блондин с точёными чертами лица, Хейдт, по словам Стивенса, говорил «немного в нос, расслабленно, но не лаконично, обычно улыбаясь, иногда скрипуче, но никогда не слишком мрачно».
Историк кино Джим Бивер назвал Хейдта «характерным актёром, который специализировался на ролях „среднего Джо“, часто робких и скромных, или несчастных и невезучих. Хотя его лицо было хорошо знакомо кинозрителям того времени, его имя было известно мало». По замечанию Эриксона, «киноперсонажи Хейдта часто казались обречёнными быть убитыми задолго до конца фильма либо из-за того, что они что-то скрывали или из-за того, что они случайно наткнулись на важную информацию, которая может быть губительной для злодеев».
По словам Стивенса, «Хейдт занимал прочное место на заднем плане, редко не попадая в текст или в образ. Он играл очень ровно как в дорогих, так и в самых дешёвых картинах, разрыв между высшей и низшей точкой у него был минимальным». Как отмечает Эриксон, «о разнообразных талантах Хейдта однажды сказали, что он сыграл всё, кроме женщины». Как написал Стивенс, «Хейдт не стал звездой, хотя и работал со многими из них на протяжении многих лет. Он был актёрским актёром, но никогда не пытался это показать, он был представителем старой школы, настоящей скалой».

## Личная жизнь
13 августа 1928 года Хейдт женился на бродвейской актрисе Леоне Мэрикл. В 1953 году он женился повторно на Донне Хэнор, с которой прожил до своей смерти.

## Смерть
29 января 1960 года в Бостоне после репетиции спектакля «Жила-была маленькая девочка» с Джейн Фондой, не дойдя до гримёрки, Хейдт упал замертво от сердечного приступа. Ему было 56 лет.

## Фильмография
| Год       |     | Русское название                           | Оригинальное название                                   | Роль                                                       |
| --------- | --- | ------------------------------------------ | ------------------------------------------------------- | ---------------------------------------------------------- |
| 1933      | ф   | До наступления утра                        | Before Morning                                          | Нил Кеннеди                                                |
| 1937      | ф   | Уступи место завтрашнему дню               | Make Way for Tomorrow                                   | доктор                                                     |
| 1938      | ф   | Нет времени для замужества                 | No Time to Marry                                        | Макклоски                                                  |
| 1938      | ф   | Летчик-испытатель                          | Test Pilot                                              | Бенсон                                                     |
| 1938      | кор | Их ловят всегда                            | A Crime Does Not Pay Subject: They're Always Caught     | Эдди Дизел                                                 |
| 1938      | ф   | Я – это закон                              | I Am the Law                                            | Дж.В. Батлер                                               |
| 1939      | ф   | Они сделали меня преступником              | They Made Me a Criminal                                 | Смит                                                       |
| 1939      | ф   | Друзья и враги Америки                     | Let Freedom Ring                                        | Нед Уилки                                                  |
| 1939      | ф   | Они сделали из неё шпионку                 | They Made Her a Spy                                     | Джиллиан                                                   |
| 1939      | ф   | Каждое утро я умираю                       | Each Dawn I Die                                         | Лэссистер                                                  |
| 1939      | ф   | Чарли Чан на Острове сокровищ              | Charlie Chan at Treasure Island                         | Пол Эссекс                                                 |
| 1939      | ф   | Рино                                       | Reno                                                    | судья Джимми Ховард                                        |
| 1939      | ф   | Ребёнок родился                            | A Child Is Born                                         | мистер Кемпер                                              |
| 1939      | ф   | Унесенные ветром                           | Gone with the Wind                                      | голодный солдат, который держит Бо Уилкса                  |
| 1940      | ф   | Линкольн в Иллинойсе                       | Abe Lincoln in Illinois                                 | наставник Грэм                                             |
| 1940      | ф   | Магическая пуля доктора Эльриха            | Dr. Ehrlich's Magic Bullet                              | доктор Кунце                                               |
| 1940      | кор | Всё о рагу                                 | All About Hash                                          | Боб Хенри, отец Микки                                      |
| 1940      | ф   | Человек, который слишком много говорил     | The Man Who Talked Too Much                             | Бартон                                                     |
| 1940      | ф   | Великий Макгинти                           | The Great McGinty                                       | Томми Томпсон                                              |
| 1940      | ф   | Джонни Аполлон                             | Johnny Apollo                                           | охранник при враче (в титрах не указан)                    |
| 1940      | ф   | Пирс 13                                    | Pier 13                                                 | Билл Хэмилтон                                              |
| 1941      | ф   | Давайте создадим музыку                    | Let's Make Music                                        | мистер Стивенс                                             |
| 1941      | ф   | Ночной поезд на запад                      | Sleepers West                                           | Эверетт Джейсон                                            |
| 1941      | ф   | Силовое пикирование                        | Power Dive                                              | Джонни Коулз                                               |
| 1941      | ф   | Пикирующий бомбардировщик                  | Dive Bomber                                             | Швед Ларсон                                                |
| 1941      | ф   | Тихоокеанская черная дыра                  | Pacific Blackout                                        | Гарольд Кермин                                             |
| 1941      | ф   | Высокая Сьерра                             | High Sierra                                             | Боб, турист на месте ограбления (в титрах не указан)       |
| 1942      | ф   | Капитаны облаков                           | Captains of the Clouds                                  | начальник военной полиции                                  |
| 1942      | ф   | Десять джентльменов из Уэст-Пойнта         | Ten Gentlemen from West Point                           | Джаред Данфорт                                             |
| 1942      | ф   | Вызывает Манила                            | Manila Calling                                          | Гарольд Уотсон                                             |
| 1942      | ф   | Коммандос атакуют на рассвете              | Commandos Strike at Dawn                                | Карл Арнесен                                               |
| 1942      | ф   | Квартал Тортилья-Флэт                      | Tortilla Flat                                           | молодой врач (в титрах не указан)                          |
| 1942      | ф   | Стеклянный ключ                            | The Glass Key                                           | человек, наблюдающий за игрой в кости (в титрах не указан) |
| 1943      | ф   | Одна опасная ночь                          | One Dangerous Night                                     | Артур                                                      |
| 1943      | ф   | История отряда Карлсона Мэкина             | 'Gung Ho!': The Story of Carlson's Makin Island Raiders | лейтенант Роланд Браунинг                                  |
| 1943      | кор | Наживка для лоха                           | Sucker Bait                                             | гостиничный клерк                                          |
| 1943      | ф   | Солдатский клуб                            | Stage Door Canteen                                      | капитан Робинсон (в титрах не указан)                      |
| 1944      | ф   | Её примитивный мужчина                     | Her Primitive Man                                       | Джеральд                                                   |
| 1944      | ф   | Великий момент                             | The Great Moment                                        | доктор Хорас Уэллс                                         |
| 1944      | ф   | Тридцать секунд над Токио                  | Thirty Seconds Over Tokyo                               | лейтенант Миллер                                           |
| 1945      | ф   | Предательство с востока                    | Betrayal from the East                                  | Джек Марсден                                               |
| 1945      | ф   | Зомби на Бродвее                           | Zombies on Broadway                                     | Дуглас Уокер                                               |
| 1945      | ф   | У нас растет нежный виноград               | Our Vines Have Tender Grapes                            | мистер Фараассен                                           |
| 1945      | ф   | Они были незаменимыми                      | They Were Expendable                                    | «Огайо»                                                    |
| 1946      | ф   | Святой хулиган                             | The Hoodlum Saint                                       | Майк Флаэрти                                               |
| 1946      | ф   | Большой сон                                | The Big Sleep                                           | Джо Броуди                                                 |
| 1946      | ф   | Джентльмен Джо Палука                      | Gentleman Joe Palooka                                   | председатель                                               |
| 1947      | ф   | Я пишу о большом городе                    | I Cover Big Town                                        | Джон Молтон                                                |
| 1947      | ф   | Синдбад-мореход                            | Sinbad the Sailor                                       | наёмник (в титрах не указан)                               |
| 1948      | кор | Золотое начало Калифорнии                  | California's Golden Beginning                           |                                                            |
| 1948      | ф   | Плохие парни из Томбстоуна                 | Bad Men of Tombstone                                    | Джон Стовер                                                |
| 1949      | ф   | Парень из Кливленда                        | The Kid from Cleveland                                  | Карл Новак                                                 |
| 1949      | ф   | Заходи в конюшню                           | Come to the Stable                                      | Эл Ньюман (в титрах не указан)                             |
| 1950      | ф   | Оплачено сполна                            | Paid in Full                                            | доктор Картер, психиатр                                    |
| 1950      | ф   | Фурии                                      | The Furies                                              | Бэйли                                                      |
| 1950      | с   | Серебряный театр                           | The Silver Theatre                                      |                                                            |
| 1951      | ф   | Эд Дженнингс из Оклахомы                   | Al Jennings of Oklahoma                                 | Джон Дженнингс                                             |
| 1951      | ф   | Нападение на почтовую станцию              | Rawhide                                                 | Фликерт                                                    |
| 1951      | ф   | Великий рейд по Миссури                    | The Great Missouri Raid                                 | Чарльз Форд                                                |
| 1951      | ф   | Перевал Ратон                              | Raton Pass                                              | Джим Познер                                                |
| 1951      | ф   | Криминальный адвокат                       | Criminal Lawyer                                         | Фрэнк Бёрнетт                                              |
| 1951      | ф   | Препятствие                                | Roadblock                                               | Гарри Миллер                                               |
| 1951      | ф   | Военная тропа                              | Warpath                                                 | Херб Вудсон                                                |
| 1951      | ф   | Барабаны глубокого юга                     | Drums in the Deep South                                 | полковник Хаус                                             |
| 1951      | ф   | День, когда Земля остановилась             | The Day the Earth Stood Still                           | капитан ВВС в растерянным видом (в титрах не указан)       |
| 1952      | ф   | Старый Запад                               | The Old West                                            | Джефф Бликер                                               |
| 1952      | ф   | Плоть и ярость                             | Flesh and Fury                                          | Уайти                                                      |
| 1952      | ф   | Агентство моделей                          | Models Inc.                                             | Кронин                                                     |
| 1952      | с   | Отряд                                      | Racket Squad                                            | Стэнли Кроссетт                                            |
| 1952      | с   | Приключения Эллери Куинна                  | The Adventures of Ellery Queen                          | Боб Симпсон                                                |
| 1952      | с   | Театр звёзд от «Шлитц»                     | Schlitz Playhouse of Stars                              | Кэл Феррис                                                 |
| 1952—1953 | с   | Большой город (3 эпизода)                  | Big Town                                                | «Мак» Макграт                                              |
| 1952—1955 | с   | Театр четырёх звёзд (2 эпизода)            | Four Star Playhouse                                     | Дэн/лейтенант Альберт                                      |
| 1953      | ф   | Небесный остров                            | Island in the Sky                                       | Фитч                                                       |
| 1953      | с   | Приключения Супермена                      | Adventures of Superman                                  | Паули                                                      |
| 1953      | с   | Мой герой                                  | My Hero                                                 | Лэйси                                                      |
| 1953      | с   | Театр от «Дженерал Электрик»               | General Electric Theater                                |                                                            |
| 1954      | с   | Театр от «Пепси-Колы»                      | The Pepsi-Cola Playhouse                                | сержант Бреннер                                            |
| 1954      | с   | Истории века                               | Stories of the Century                                  | Том Хорн                                                   |
| 1954      | ф   | Парень из Оклахомы                         | The Boy from Oklahoma                                   | Пол Эванс                                                  |
| 1954      | ф   | Звезда родилась                            | The Star Is Born                                        | постановщик океанской сцены (в титрах не указан)           |
| 1954      | с   | Порт (4 эпизода)                           | Waterfront                                              | Джо Джонсон/Эд Биллингс/Клинт Джонсон                      |
| 1954—1957 | с   | Видеотеатр от «Люкс» (4 эпизода)           | Lux Video Theatre                                       | Морган/Бёрр                                                |
| 1955      | ф   | Вечное море                                | The Eternal Sea                                         | капитан Уолтер Ф. Роуди                                    |
| 1955      | ф   | Женщина без мужчин                         | No Man's Woman                                          | детектив, лейтенант Колтон                                 |
| 1955      | с   | Шоу Джорджа Бернса и Грейси Аллен          | The George Burns and Gracie Allen Show                  | Клифф Беннетт                                              |
| 1955      | с   | Театр у камина                             | Fireside Theatre                                        |                                                            |
| 1955      | с   | Кульминация                                | Climax!                                                 |                                                            |
| 1955      | с   | Театр научной фантастики                   | Science Fiction Theatre                                 | подполковник Ван Дайк                                      |
| 1955—1956 | с   | Телевизионный театр от «Форда» (2 эпизода) | The Ford Television Theatre                             |                                                            |
| 1955      | с   | Мой друг Флика                             | My Friend Flicka                                        | Бёртон                                                     |
| 1956      | ф   | Незнакомец у моей двери                    | Stranger at My Door                                     | шериф Джон Тэтам                                           |
| 1956      | ф   | Мокрые спины                               | Wetbacks                                                | начальник прибрежной охраны Рэндалл                        |
| 1956      | с   | Шайенн                                     | Cheyenne                                                | Ли Митчелл                                                 |
| 1956      | с   | Перекрёстки                                | Crossroads                                              | Робертс                                                    |
| 1956      | с   | Час от «Кайзер Алюминиум»                  | The Kaiser Aluminum Hour                                | Лео Картер                                                 |
| 1956      | с   | Театр 90                                   | Playhouse 90                                            |                                                            |
| 1957      | ф   | Крылья орлов                               | The Wings of Eagles                                     | доктор Джон Кей (в титрах не указан)                       |
| 1957      | ф   | Всадники Старой Калифорнии                 | Raiders of Old California                               | судья Уорд Янг                                             |
| 1957      | ф   | Значок маршала Бреннана                    | The Badge of Marshal Brennan                            | полковник Донафин                                          |
| 1957      | с   | Час от «Ю.С. Стил»                         | The United States Steel Hour                            | мистер Уилсон                                              |
| 1957      | с   | Миллионер                                  | The Millionaire                                         | Андре Хедиор                                               |
| 1957      | с   | Шугарфут                                   | Sugarfoot                                               | Пол Эванс                                                  |
| 1957      | с   | Официальный детектив                       | Official Detective                                      | детектив Херман                                            |
| 1958      | ф   | Человек, который умер дважды               | The Man Who Died Twice                                  | капитан Энди Хэмптон                                       |
| 1958      | с   | Проход на северо-запад                     | Northwest Passage                                       | Адам Пирс                                                  |
| 1958      | с   | Рейс                                       | Flight                                                  |                                                            |
| 1958      | с   | Кейси Джонс                                | Casey Jones                                             | Бен Мэллори                                                |
| 1958—1960 | с   | Караван повозок (2 эпизода)                | Wagon Train                                             | мистер Ганти/Кейси Рирдон                                  |
| 1959      | ф   | Внутри мафии                               | Inside the Mafia                                        | Род Бэлком                                                 |
| 1959      | с   | Люди в космос                              | Men Into Space                                          | доктор Саммерс                                             |
| 1959      | с   | Театр у камина с Джейн Уаймен              | Jane Wyman Presents The Fireside Theatre                | Джозеф Макхейл                                             |
| 1959      | с   | Маверик                                    | Maverick                                                | Джим Мэлоун                                                |
| 1960      | с   | Сыромятная плеть                           | Rawhide                                                 | Уилсон                                                     |
| 1960      | с   | Театр Зейна Грея                           | Zane Grey Theater                                       | Дэн Малви                                                  |
| 1960      | с   | Истории Уэллс-Фарго                        | Tales of Wells Fargo                                    | доктор С.В. Лундквист                                      |